# Marian Przedpełski
Marian Przedpełski (ur. 30 sierpnia 1912 w Warszawie, zm. 21 maja 1998 tamże) – nauczyciel, etnograf, historyk regionalista, działacz kulturalny i kolekcjoner.

## Życiorys

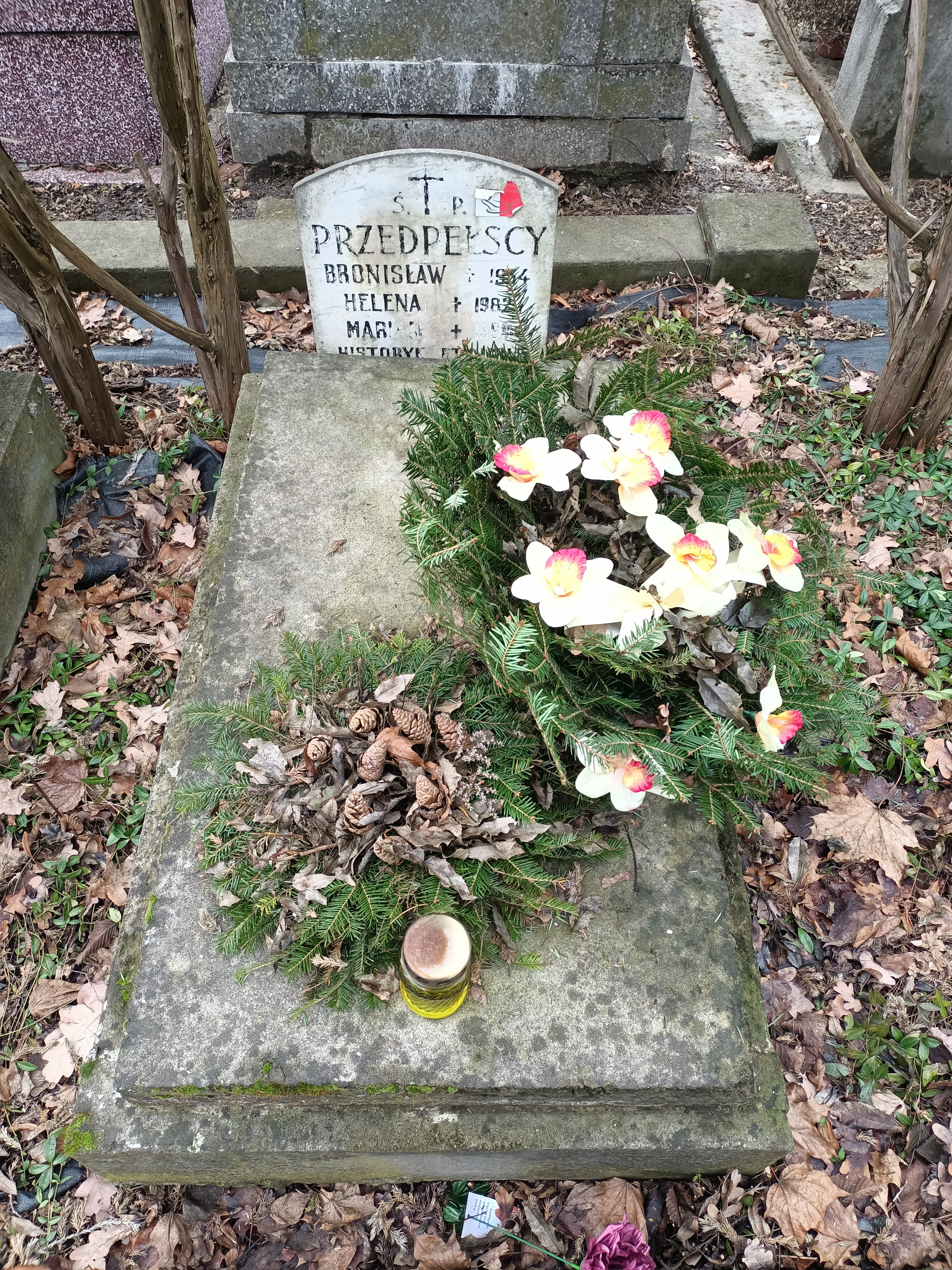
Nagrobek Mariana Przedpełskiego na Cmentarzu Bródnowskim w Warszawie

Był synem Bronisława i Józefy z Kanigowskich. W 1934 r. ukończył warszawskie Seminarium dla nauczycieli im. S. Konarskiego, po którym przez rok odbywał bezpłatną praktykę. W latach 1936–1937 pracował jako instruktor kulturalno-oświatowy OMTUR. Przez pewien czas pozostawał bezrobotny. Potem otrzymał „lotny kontrakt” rozłożony na kilka szkół. Dorabiał, zajmując się starszą młodzieżą na kursach wieczorowych oraz prowadząc chóry na Uniwersytecie Powszechnym w Warszawie. W dni świąteczne oprowadzał wycieczki po stolicy oraz działał w ZHP. Okres bezrobocia wykorzystał na studia historii i etnografii w Wolnej Wszechnicy Polskiej. W 1939 r., na krótko przed wybuchem wojny, ukończył dwuletnie Studium Rozwoju Ziem Wschodnich przy UW. W lecie 1939, zamiast do wojska, trafił do szpitala w Otwocku z rozpoznaniem gruźlicy. W kwietniu 1940 r. wyrzucony wraz z innymi chorymi przez Niemców, przedostał się przez „zieloną granicę” do Karolewa koło Bieżunia. Tam kontynuował kurację pod opieką teściów oraz prowadził wraz z żoną tajne nauczanie. We wrześniu 1943 r. został pobity przez Niemców, przez co niemal całkowicie stracił słuch. Po wojnie przez rok pracował w Szkole Podstawowej w Poliku (pow. sierpecki). Potem pełnił funkcję inspektora szkolnego kolejno w Radzyminie, Gostyninie i Lipnie. W grudniu 1948 r., jako niewygodny dla partii, został zwolniony z tego stanowiska. W 1949 r. powrócił do pracy nauczycielskiej w Szkole Podstawowej nr 149 w Warszawie. W tym czasie został konsultantem etnografii Centralnego Domu Twórczości Ludowej w Warszawie. Z własnej inicjatywy opiekował się sekcjami artystycznymi powiatowych domów kultury. Od 1953 r. pracował w Ministerstwie Oświaty na stanowisku starszego inspektora w Departamencie Zatrudnienia i Płac. W 1957 r. przeszedł na rentę. Zajął się pracą regionalną.
Od pierwszych lat dorosłego życia Przedpełski związał się z regionem północnego Mazowsza. Podjął szczególnie badania historyczne nad dziejami powiatu sierpeckiego, skąd wywodzili się jego przodkowie. Zainteresował się Bieżuniem, z którym związana była rodzinnie jego żona. W 1934 r. wstąpił do Towarzystwa Naukowego Płockiego. W tym czasie rozpoczął gromadzenie dokumentów historycznych, zbieranie pieśni ludowych oraz zabytków sztuki ludowej na terenie Mazowsza Płockiego. Podczas badań terenowych odwiedzał ludowych rzeźbiarzy w okolicach Sierpca. Pośredniczył w dostarczaniu ich dzieł do Cepelii. Przyczynił się w ten sposób do powstania ośrodka współczesnej rzeźby ludowej zwanego „sierpeckim”, obejmującego Sierpc, Zawidz Kościelny, Józefów, Gójsk. Wśród „odkrytych” przez niego artystów wymienić należy W. Skirzyńskiego, H. Gołębiewską-Szczypawkę, S. Wiśniewskiego czy W. Krajewskiego.
Opublikował kilkadziesiąt artykułów poświęconych historii, etnografii, teorii i historii literatury. Wiele lat życia poświęcił na studia nad Mazurkiem Dąbrowskiego oraz innymi polskimi pieśniami narodowymi. Napisał monumentalną pracę „Jeszcze Polska nie zginęła…” i inne pieśni. Wydano ją w 2000 r. przez Muzeum Małego Miasta w Bieżuniu.
Na podstawie zgromadzonych w latach 50. XX w. materiałów postanowić stworzyć muzeum i skansen. Nie udało mu się pozyskać na ten cel tzw. Kasztelanki w Sierpcu, kupił więc część dworu w Piastowie w powiecie sierpeckim. W 1971 r. Prezydium PRN w Żurominie zawarło umowę o utworzeniu izby regionalnej i pracowni naukowej w Bieżuniu. Miały się w niej znaleźć zbiory Przedpełskiego. Wydział Kultury WRN w Warszawie, który miał inną wizję placówki, nie zaakceptował umowy. Przedpełski przeniósł wówczas zbiory do pozyskanej chałupy w Januszewie. Tam narastały konflikty z sąsiadami, a część jego zbiorów uległa zniszczeniu. Gdy plan powołania muzeum zawiódł, Przedpełski postanowił wykorzystać do zabezpieczenia zbiorów istniejące instytucje. Od 1978 r. 713 obiektów było eksponowanych w sali Towarzystwa Naukowego Płockiego, następnie kolekcję rzeźb i ceramiki ludowej oraz bardzo bogaty zbiór mazowianów (10 tysięcy książek, czasopisma i wycinki prasowe, fotografie, korespondencje, akty prawne, dokumenty życia społecznego, mapy i plany, medale, odznaki, pieczęcie, ekslibrisy i znaczki, noty biograficzne, wspomnienia) oﬁarował Muzeum Okręgowemu w Ciechanowie. Najwięcej zgromadzonych w Ciechanowie archiwaliów dotyczy północnego Mazowsza oraz osób i instytucji, z którymi Przedpełski był związany. Wśród rzeźb przekazanych ciechanowskiemu muzeum są prace, oprócz wcześniej wymienionych twórców, C. Kępczyńskiego, S. Dużyńskiego, S. Wierzbickiego, J. Żabowskiego, J. Krajewskiego, M. Ruszkowskiego, E. Nowakowskiego, M. Kurowskiego, H. Wierzchowskiego, T. Błażejczyka i Z. Kocota. Pojedyncze prace reprezentują znany w okolicach Skępego ród rzeźbiarski Miłkowskich. Część zbiorów Przedpełskiego nadal znajduje się w TNP, ponadto w Muzeum Małego Miasta w Bieżuniu, Bibliotece Narodowej, Bibliotece Publicznej m. st. Warszawy, Archiwum Państwowym w Warszawie oraz w innych zakładach naukowych w kraju i za granicą.
Przedpełski niemal przez cale życie, z wyjątkiem czterech lat wojny, mieszkał w Warszawie. W Bieżuniu i w okolicach pozostawił wiele śladów swojej działalności. Na cmentarzu grzebalnym ufundował pomnik na grobie powstańców z 1863 r. Na zbiorowej mogile zamordowanych w 1945 r. w Lasach Brwileńskich ufundował krzyż i tablicę. Uzupełnił pomnik na grobie powstańca z 1831 r. o płaskorzeźbę orła i tablicę pamiątkową. Przy szkole w Bieżuniu, noszącej imię A. Zamoyskiego, ufundował tablicę z popiersiem patrona. Dzięki jego staraniom utworzony został rezerwat przyrody „Gołuska Kępa”.
Uhonorowany został wieloma odznaczeniami państwowymi, m.in. Złotym Krzyżem Zasługi, Krzyżem Kawalerskim Orderu Odrodzenia Polski, Krzyżem Oficerskim OOP, Medalem Komisji Edukacji Narodowej, Złotym Medalem Opiekuna Miejsc Pamięci Narodowej, orderem „Polonia Mater Nostra Est”, Honorowym Medalem im. „Mazurka Dąbrowskiego”. Otrzymał również wyróżnienie Niezależnej Fundacji Popierania Kultury Polskiej „Polcul Foundation” oraz w 1993 r. prestiżową Nagrodą im. Oskara Kolberga. W 1995 r. otrzymał członkostwo honorowe TNP.
Rzeźby ludowe z jego zbiorów prezentowane są na stałej wystawie w Muzeum Szlachty Mazowieckiej. 25 października 1997 r. otwarto w ciechanowskim muzeum bibliotekę imienia Heleny i Mariana Przedpełskich.
W 1936 r. poślubił Helenę Bieniek (1915–1983), córkę rolników z Karolewa k. Bieżunia. Miał z nią córkę Annę Humnicką. Ostatnie lata Przedpełski spędził u boku swojej pierwszej miłości, poznanej w seminarium Konarskiego, Ireny Wilhelminy Łukomskiej z d. Gerke (1912–2017), nauczycielki, uczestniczki Powstania Warszawskiego. Pochowany został w grobie rodzinnym na Cmentarzu Bródnowskim (kwatera 10E-5-27). Ma również symboliczny nagrobek na cmentarzu w Bieżuniu, gdzie spoczęła jego żona.